# Manuel II av Kongo
Manuel II av Kongo, död 1743, var kung av Kongo mellan 1718 och 1743.
Han lyckades ena riket, som varit splittrat under det kongolesiska inbördeskriget sedan António I av Kongos död femtio år tidigare.